# Хользунов, Алексей Иванович
Алексей Иванович Хользунов (31 января 1919, с. Лада, Саратовская губерния — 7 марта 1943, Смоленская область) — заместитель командира эскадрильи истребительного полка, участник Великой Отечественной войны, Герой Советского Союза.

## Биография
Родился 31 января 1919 года в селе Лада Саратовской губернии.
Учился в Саратове — Школа 2 ул. Мичурина 16.

Принимал участие в боях в районе реки Халхин-Гол. Участник Великой Отечественной войны на Волховском, Сталинградском, Донском, Юго-Западном и Калининском фронтах.
Отличился в ноябре 1941 года в районах Малой Вишеры и Тихвина. 7 ноября 1941 года пилот вылетел в группе для сопровождения бомбардировщиков. На обратном пути истребители приняли участие в воздушном бою с противником. Хользунов своей атакой спас командира эскадрильи. После завершения боя с вражескими истребителями Алексей Иванович заметил самолёт-разведчик противника. Хользунов догнал и уничтожил его.
Пропал без вести 7 марта 1943 года, не вернувшись с разведывательного вылета в районе села Ярцево. По более поздним данным, был сбит в бою с вражескими истребителями, сбив перед гибелью один из них. Был похоронен местными жителями в деревне Петрово Смоленской области.
За 265 успешных боевых вылетов, 87 воздушных боёв, 12 лично сбитых и 2 сбитых в  группе самолётов противника заместитель командира эскадрильи 32-го гвардейского истребительного авиационного полка 210-й истребительной авиационной дивизии 1-го истребительного авиационного корпуса 3-й воздушной армии лейтенант Хользунов Алексей Иванович 1 мая 1943 года удостоен звания Герой Советского Союза (посмертно).

## Награды
- Медаль Золотая Звезда;
- два ордена Красного Знамени;
- медаль «За оборону Сталинграда».

## Память
- В 1975 году в Саратове бывшая Красная (Жандармская) улица была переименована в честь А. И. Хользунова. На углу улиц Мичурина и Хользунова стоит Школа №2, на стене — мемориальные плиты Героев Советского Союза, учившихся в этой школе.

Улица Хользунова АИ табличка
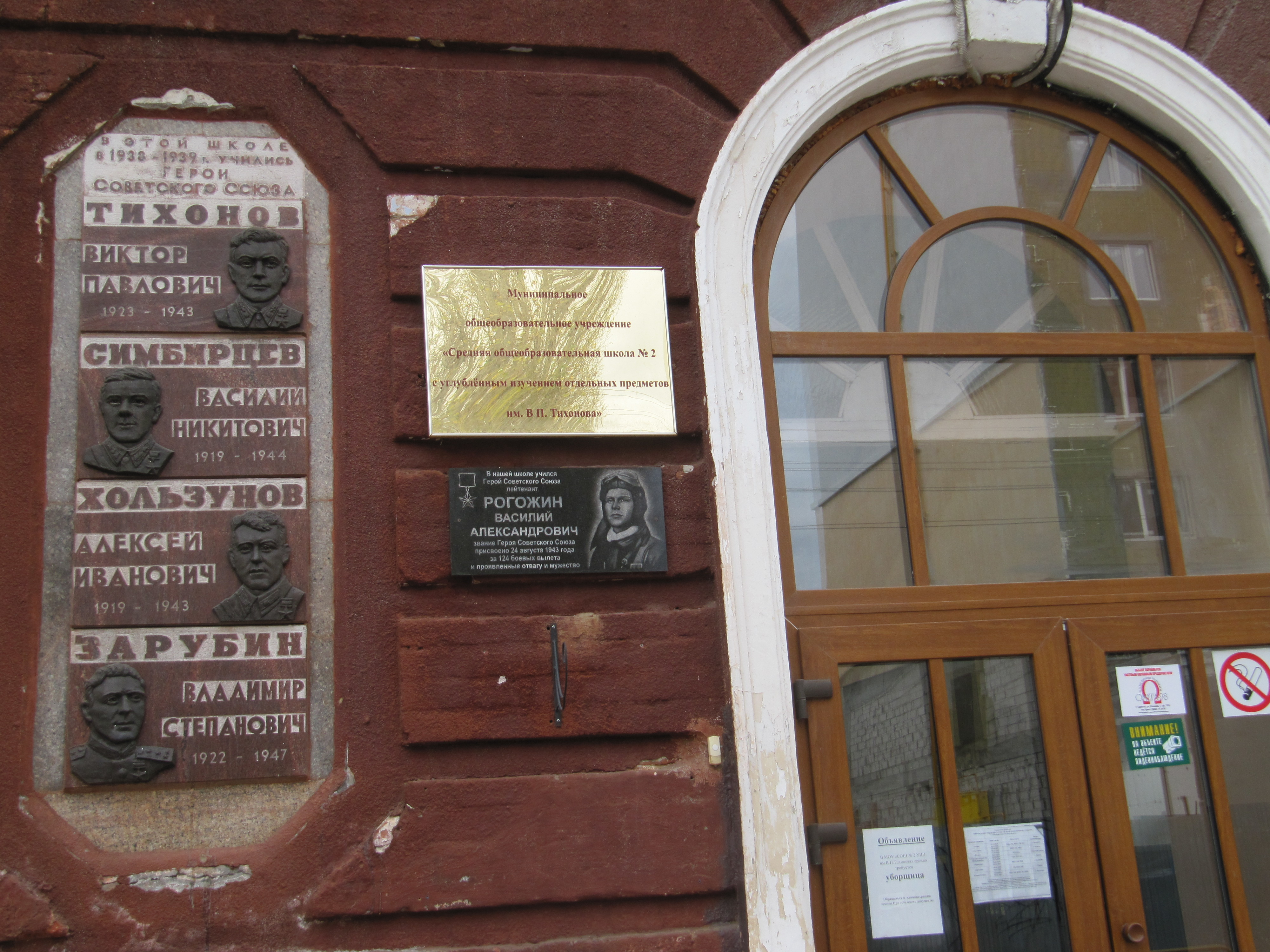
Школа 2 ул Мичурина 16 Саратов

- Памятник Хользунову установлен на заводе «Серп и Молот».
- Хользунову посвящён фрагмент мемориала Вечная слава павшим за Родину 1941 - 1945 на улице Шелковичной между набережной и  улицей Чернышевского (за домом 94 ближе к Волге).

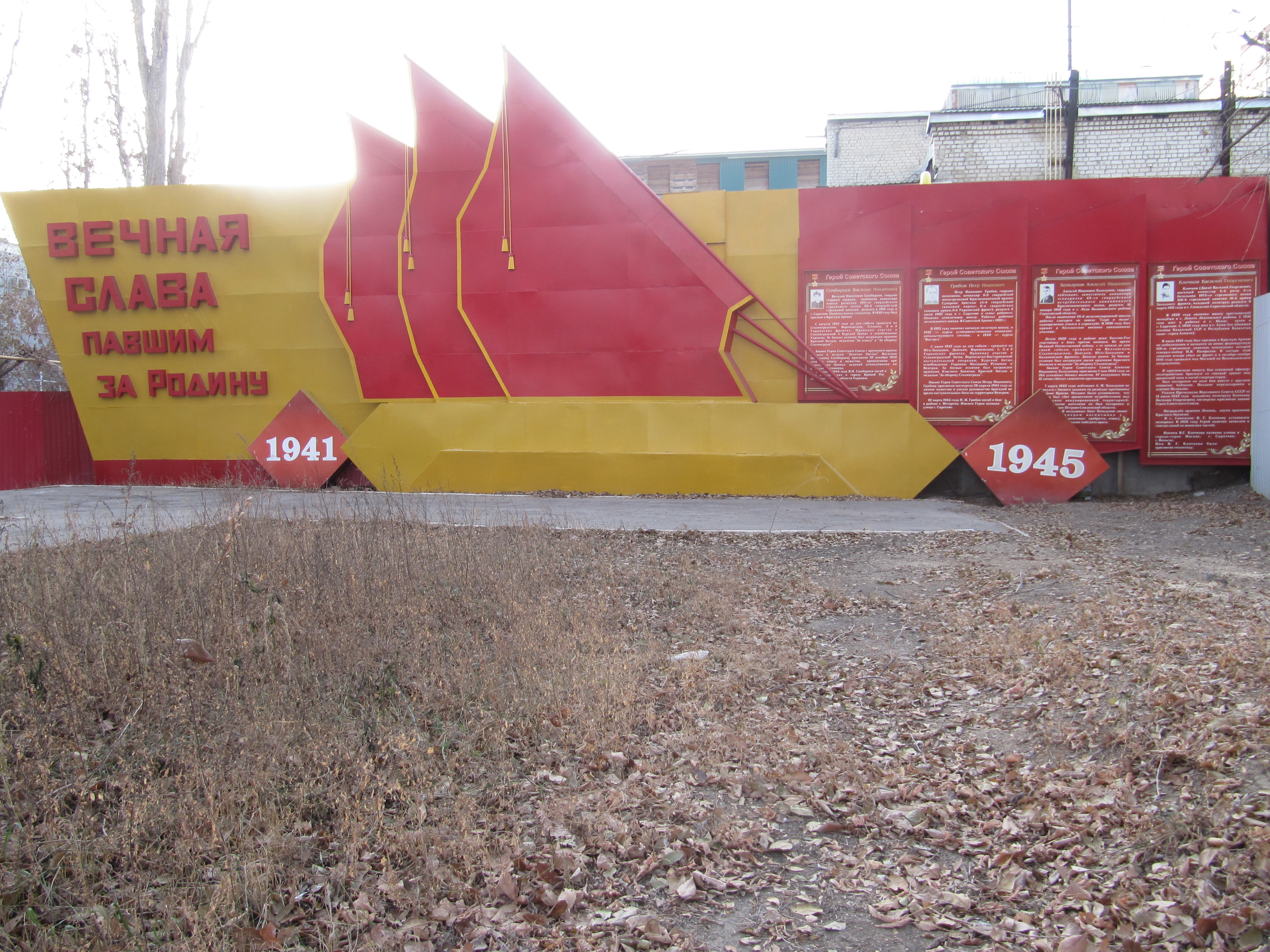
Вечная слава павшим за Родину 1941 1945
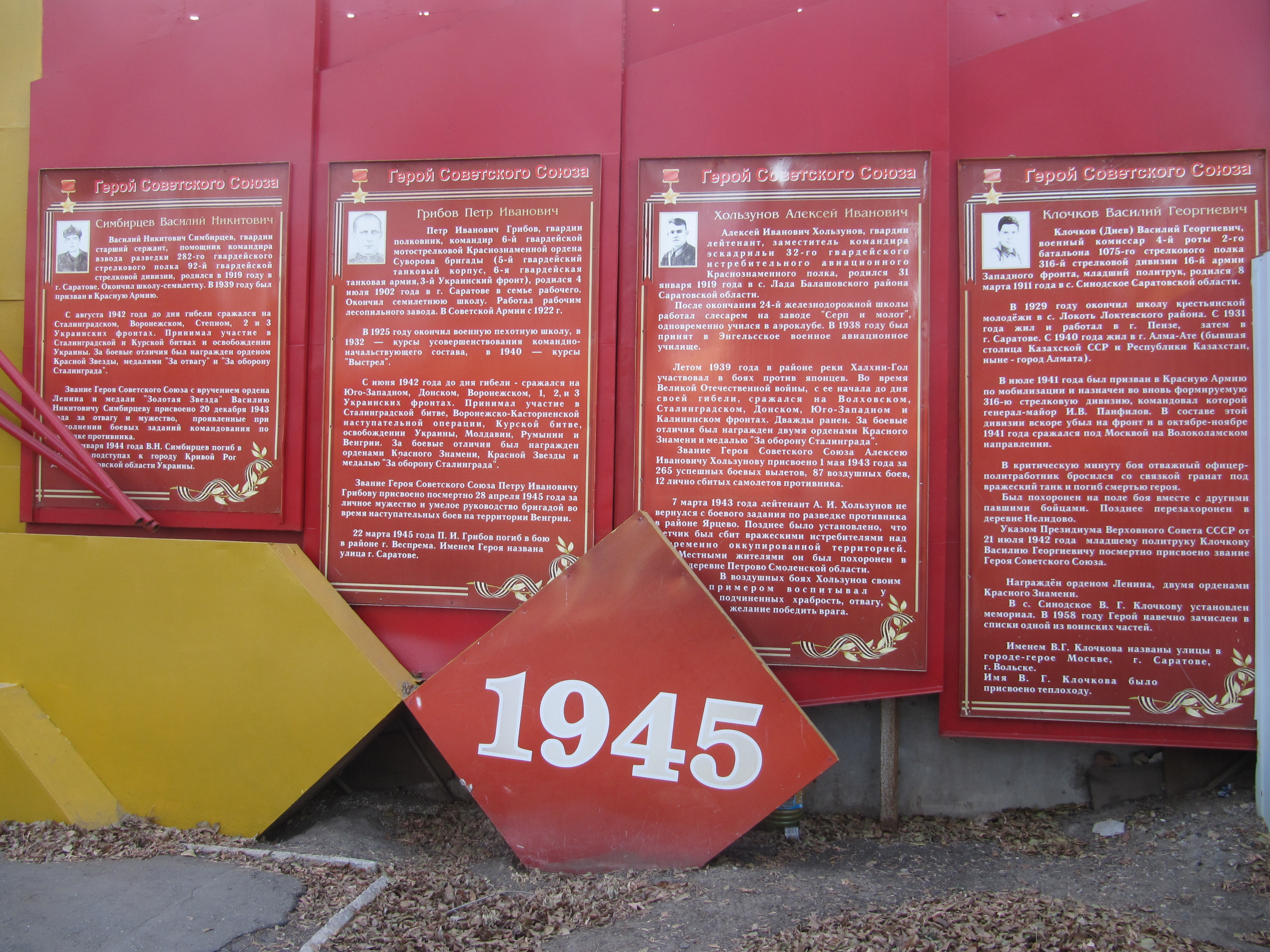
Герои Советского союза